# 織田信長 (映画)
『織田信長』（おだのぶなが）は、1940年（昭和15年）製作・公開された日本の時代劇、剣戟映画である。日活製作・配給。第二次世界大戦後の1954年（昭和29年）10月19日、『風雲児信長』（ふううんじのぶなが）と改題した90分ヴァージョンを再公開している。

## スタッフ
- 監督 : マキノ正博
- 原作 : 鷲尾雨工
- 脚色 : 観音寺光太
- 撮影 : 石本秀雄
- 照明 : 西村計雄
- 設計 : 角井嘉一郎
- 装置 : 林米松
- 録音 : 石原貞光
- 編集 : 宮本信夫
- 音楽 : 高橋半
- 剣道 : 尾上小若

- 監督補 : 平尾善夫
- 助撮影 : 柴田達矢

## キャスト
- 片岡千恵蔵 - 織田信長
- 高木永二 - 斎藤道三
- 宮城千賀子 - 濃姫
- 河部五郎 - 織田造酒之丞
- 香川良介 - 織田信秀
- 志村喬 - 平手中務政秀
- 瀬川路三郎 - 小牧源太
- 市川正二郎 - 織田信行
- 小川隆 - 本田内記
- 遠山満 - 織田勝左衛門
- 上田吉二郎 - 柴田権六
- 藤川三之祐 - 大雲和尚
- 浮田勝三郎 - 佐久間右衛門
- 宗春太郎 - 松平竹千代
- 前田静男 - 平手五郎右衛門
- 浅野象二郎 - 斎藤義龍
- 春日清 - 稲葉伊予守
- 小池柳星 - 氏家孫八郎
- 志馬英夫 - 長井藤右衛門
- 若松文男 - 織田左馬允
- 戸上城太郎 - 前田犬千代
- 瀬戸一司 - 毛利新助
- 久松健二 - 服部小平太
- 阪東薪太郎 - 平岩七之助
- 室田常幸 - 石川与七郎
- 楠栄三郎 - 鳥居鶴之助
- 常盤操子 - 末森の方
- 衣笠淳子 - 岩室の方
- 滝沢静子 - 各務野
- 比良多恵子 - 矢羽根の方
- 内田博子 - 野分の方
- 小松美登里 - 政秀の妻